# Nacionálně bolševická strana Ruska
Nacionálně bolševická strana Ruska (rusky:Национал-Большевистская Партия, НБП = Nacionalňoje bolševičeskoje partija, NBP), známá také jako Nazbol, je nacionálně bolševická ruská politická strana. Roku 2005 byla strana soudně zakázána, ruský Nejvyšší soud rozhodnutí potvrdil v srpnu 2007. NBP je významný člen koalice opozičních stran Jiné Rusko protestujících proti prezidentovi Putinovi.
U vzniku strany stáli roku 1992 Eduard Limonov, Igor Letov a Alexandr Dugin. O šest let později Dugin pro neshody s Limonovem odešel, přiklonil se blíže konzervatismu a postavil se do čela Eurasijského svazu mládeže.

## Profil

Vlajka nacionálních bolševiků

Nacionálně bolševická strana v sobě slučuje prvky anarchismu, komunismu, nacionalismu, environmentalismu. Zároveň je v její estetice viditelná i inspirace nacionálně socialistickou estetikou a punkové provokace. Neobvyklá estetika NBP může být velmi dobře patrná na vlajce NBP – vlajka nacionálních socialistů místo hákového kříže obsahuje srp a kladivo. Komunistické a anarchistické prvky v ideologii a image strany jsou důvodem, proč je strana v ruských médiích spojována s levým politickým spektrem, byť pravolevé dělení politického spektra odmítá.
Podle programu z roku 1994 je národní bolševik ten, „koho spaluje nenávist vůči antihumánnímu systému trojice, sestávající z liberalismu, demokracie a kapitalismu. Člověk odboje, nacionální bolševik, vidí svůj úděl ve zhoubě systému. Na ideálech duševní statečnosti, sociální a nacionální spravedlnosti bude vybudována tradicionální a hierarchická společnost.“ Globální cíl nacionálních bolševiků je vytvoření impéria od Vladivostoku až k Gibraltaru na základech ruské revoluce.
Roku 2004 byl schválen nový program, který aktualizuje stranický program z roku 1994. V novém programu je hlavním cílem strany „proměnit Rusko v moderní, mocný útvar, který budou jiné země a národy respektovat a bude milován vlastními občany. K dosažení těchto cílů je požadováno mezi jinými zajištění svobodného rozvoje občanské společnosti a nezávislost médii, rovněž jako ukončení čečenského konfliktu se zapojením všech zúčastněných.“